# Ferdinand z Colloredo-Mannsfeldu
Ferdinand Josef Jan Baptista Jan Nepomuk Felix František de Paula hrabě z Colloreda-Mannsfeldu (německy Ferdinand Joseph Johann Baptist Johann Nepomuk Felix Franz de Paula Graf von Colloredo-Mannsfeld, 30. července 1777, Vídeň – 10. prosince 1848, zámek Stiebar, Gresten, Dolní Rakousy) byl rakouský šlechtic, komandér rakouského císařského Leopoldova řádu, c. k. komoří, major v armádě, komisař dolnorakouského panského stavu, referent dvorní komise pro regulaci berně, vrchní dvorní stavební ředitel, generální ředitel „c. k. privátního Ústavu ku vzájemnému pojištění proti škodám z ohně“, ředitel „První rakouské spořitelny“ ve Vídni a majitel dolnorakouského panství Staatz, Siebenhirten a dvora Rothensee.
Hrabě Ferdinand se narodil jako nejmladší syn Františka Gundakara I. knížete z Colloreda, od roku 1780 knížete z Colloreda-Mannsfeldu a Marie Isabelly, dcery knížete Paula Heinricha von Fondi, hraběte z Mannsfeldu, a po smrti jejího bratra Josefa Václava, posledního knížete z Mannsfeldu, dědičky Mannsfeldovských panství. Jeho staršími bratry byli Rudolf Josef II. kníže z Colloreda-Mannsfeldu, c. k. první vrchní dvorní hofmistr (1772–1843) a Jeroným hrabě z Colloreda-Mannsfeldu, c. k. generální polní zbrojmistr (1775–1822).
U příležitosti pražské korunovace v roce 1836 jej český král Ferdinand V. (císař Ferdinand I.) za jeho zeměpanské a vlastenecké zásluhy vyznamenal komandérským křížem Řádu svatého Štěpána. V začátku revolučního roku 1848 stál jako velitel v čele Akademických legií. V roce 1894 přejmenovalo město Vídeň na jeho počest ulici „Stephaniegasse“ na „Colloredogasse“.

## Rodina

### Prarodiče
Ferdinandovými prarodiči z otcovy strany byli dědeček Rudolf Josef I. kníže z Colloreda-Waldsee a Melsu (1706–1788) a babička Marie Gabriela, rozená hraběnka ze Starhembergu, která mu porodila 18 dětí (9 synů a 9 dcer), z nichž 5 synů v dětství zemřelo: 1. Rudolf Franz Anton (1733–1737); 2. Johann Nepomuk (1734–1736); dvojčata 3. Franz Xaver Anton a 4. Emanuel Josef (1739–1740) a 5. Emanuel Franz (1747–1752).
Dospělosti se dožili synové: 6. Franz de Paula Gundaccar (1731–1807); 7. Hieronymus Josef (1732–1812), salcburský arcibiskup; 8. Josef Maria (1735–1818), komtur Řádu maltézských rytířů; 9. Václav Josef (1738–1822), komtur Řádu německých rytířů, z nichž poslední tři nezanechali potomky. V roce 1756 zakoupil Ferdinandův dědeček od hraběte Leopolda ze Schallenbergu panství Sierndorf.
Dědeček z matčiny strany Jindřich Pavel František II. kníže z Mansfeld-Bornstedtu a kníže z Fondi (1712–1780) se v Praze 9. dubna 1741 podruhé oženil s Marií Annou hraběnkou Černínovou z Chudenic (1722–1772). Vedle Ferdinandovy maminky, nejstarší dcery Anny Marie Isabelly (1750–1794), se jim narodilo dalších 10 dětí, z nichž se dospělosti dočkala také prostřední dcera Marie Henrietta (1754–1780), provdaná v roce 1778 za skotsko-rakousko-německého šlechtice - o dvacet let staršího Antona Josefa hraběte z Leslie (1734–1802); a nejmladší dcera Marie Eleonora (1757–1815), která se v roce 1775 provdala za Johanna Adolfa z Kounic (1750–1826). Syn z prvního manželství Josef Václav Nepomuk z Mansfeld-Bornstedtu (1735–1780), jehož chotí se stala v roce 1764 Elisabetha hraběnka z Regalu, zemřel krátce po svém otci při tragické nehodě.

### Rodiče a sourozenci
Rudolfův syn (otec Ferdinanda) František de Paula Gundakar I. kníže z Colloreda-Mansfeldu se oženil s Annou Marií Isabellou hraběnkou z Mansfeldu, kněžnou z Fondi (1750–1794). Skrze sňatek tak získal hrabství Mansfeld (v jihozápadní části Sasko-Anhaltsko) a v Čechách panství Dobříš, Suchdol, Obořiště, Nusle a klášter Svaté pole. V roce 1786 obdržel uherský inkolát a v roce 1789 právo užívat jméno, erb a titul knížete z Colloreda-Mansfeldu. V roce 1784 zdědil po hraběnce Marii Dominice z Martinic panství Zelená hora, Nepomuk a Prádlo. V Německu koupil v roce 1803 od kněžny Hohenlohe-Bartenstein balivát Gröningen Řádu německých rytířů, jež patřil k panství Limburg (1827 přenechal Koruně Württemberk). Druhou chotí Františka de Paula Gundakara I. byla od roku 1797 Marie Josefa hraběnka ze Schrattenbachu, vdova po hraběti Josefu Khevenhüller-Metsch, s kterou neměl žádné potomky.
Z prvního manželství pocházeli Ferdinandovi bratři: 1. Rudolf Josef II. /3. kníže (1772–1843), vrchní dvorní maršálek a rytíř Řádu zvěstování, jež se oženil s Philippinou Carolinou hraběnkou z Oettingen-Katzenstein-Baldernu a jeho manželství zůstalo bezdětné; 2. Hieronymus V. (1775–1822), rakouský polní zbrojmistr a komtur Vojenského řádu Marie Terezie a Řádu Alexandra Něvského, ženatý s Vilemínou hraběnkou z Valdštejna-Vartemberka (* 24. února, která mu porodila syna Františka Gundakara II. / 4. knížete (* 2. listopadu 1802), generálmajora v Terstu, ženatého od 25. září 1825 s Kristinou hraběnkou z Clam-Gallasu. Z manželství pošla jen dcera Vilemína (* 16. července 1826) a ta se 29. dubna 1845 provdala za Vincenta Karla knížete z Auerspergu.

### Ferdinandova rodina
Ferdinand I. z Colloreda-Mannsfeldu byl třetím a nejmladším synem Františka de Paula Gundakara I. a hraběnky Marie Josefy ze Schrattenbachu. První manželství uzavřel 4. listopadu 1801 s baronesou Groschlag (r. 1809 anulováno); druhé manželství 30. listopadu 1810 s Marií Margarethou von Ziegler (* 10. dubna 1779, † 23. dubna 1840) a třetí manželský svazek 9. října 1842 s Emilií svobodnou paní von Metzburg (* 23. srpna 1807), vdovou po c. k. státním radovi Josefu sv. pánovi von Knorr (* 21. duben 1782; † 21. prosinec 1839). Emilie měla s Josefem von Knorr tři dcery, které zdědily po otci v regionu Mostviertel panství Stiebar u Grestenu (Gresten - Schloss Stiebar).
Z manželství Ferdinanda I. a Marie Margarethy pošly dvě děti: 1. syn Josef František Jeroným (5. kníže) a 2. dcera Ida (* 13. února 1816), která se 10. května 1840 provdala za Alfonse hraběte z Collalta a San Salvatoru (* 19. července 1814), syna Antonína Oktaviána knížete z Collalta a San Salvatoru a majitele fideikomisu Brtnice a Uherčic (* 5. srpna 1783, † 23. listopadu 1854). Hraběnka Ida svému choti porodila: 1. dceru Margarethu Julianu (* 29. květen 1841), 2. syna Octaviana Antona Salvatora (* 5. květen 1842).
Ferdinandův prvorozený syn Josef František Jeroným (5. kníže) se 27. května 1841 v Praze oženil s Terezou (Theresia) von Lebzeltern. Z manželství pošly děti: 1. hrabě Jeroným Ferdinand Rudolf (* 20. července 1842), jehož chotí byla Aglaia Festeticsová hraběnka z Tolny; 2. hraběnka Carolina Wilhemina (* 24. únor 1844), provdaná ve Vídni 25. listopadu 1872 za Josefa svobodného pána z Gudenusu; 3. hraběnka Ida Magdalena Sofia (* 23. srpna 1845), provdaná ve Vídni 21. srpna 1877 za Leopolda svobodného pána z Gudenusu; 4. hrabě František de Paula Ferdinand Gundakar (* 1. srpna 1847), jež se oženil poprvé v Praze 24. ledna 1874 s Marií Felicií svobodnou paní Lexa z Aehrenthalu, dcerou Jana Fridricha Baptisty svobodného pána Lexa z Aehrenthalu (* 1817; † 1898); podruhé 6. září 1844 s Eliškou Janou Leopoldinou svobodnou paní Lexa z Aehrenthalu, druhou dcerou Jana Fridricha Baptisty svobodného pána Lexa z Aehrenthalu (obě manželky byly sestrami hraběte Aloise Leopolda Johanna Baptisty Lexa z Aehrenthalu).
Vzhledem k tomu, že 4. kníže z Colloreda-Mannsfeldu František de Paula Gundakar II. zemřel 28. května 1852 a zanechal po sobě pouze jednu dceru Vilemínu kněžnu z Auerspergu, 10. prosince 1848 zemřel i třetí syn Františka de Paula Gundakara I. hrabě Ferdinand, připadl knížecí titul Ferdinandovu prvorozenému synovi hraběti Josefovi Františku Jeronýmovi, který se tímto stal 5. knížetem z Colloreda-Mannsfeldu.
Josef František Jeroným 5. kníže z Colloreda-Mannsfeldu se stal dědicem bývalých zeměpanských lén Staatz a Siebenhirten, což mu 25. května 1852 potvrdil také nový císař František Josef I. Se svolením svých synů 1. Jeronýma Ferdinanda Rudolfa hraběte z Mannsfeldu, právního zástupce svého nezletilého syna Josefa hraběte z Colloreda-Mannsfeldu, a 2. syna Františka de Paula Ferdinanda Gundakara hraběte z Colloreda-Mannsfeldu (všichni bytem ve Vídni) zažádal o zrušení lenního svazku Staatz-Siebenhirten a zároveň o pravomoc k rozdělení tohoto majetku, což mu bylo v roce 1871 povoleno.

## Životopis
Ferdinand hrabě von Colloredo-Mannsfeld se narodil ve Vídni 30. července 1777. V šestnácti letech se započal svým vysokoškolským studiem komorních věd (Kameralwissenschaften) na Univerzitě ve Würzburgu připravovat na dráhu dvorského správního úředníka a další dva roky pokračoval studiem říšského práva (Reichsstaatsrecht) na Univerzitě Georga Augusta v Göttingenu (Georgia Augusta), koncipované na principu osvícenství s filozofickou, teologickou, právnickou a lékařskou fakultou. Univerzita v té době disponovala stupňovitou anatomickou posluchárnou (Theatrum Anatomicum), vlastní porodní klinikou (Accouchierhaus), botanickou zahradou (Hortus Botanicus), obzervatoří, Akademií věd a univerzitní knihovnou. Právě studijní pobyt v Německu a kontakt s několika tamními spisovateli, zejména s velkým humanistou Herderem, nasměroval Ferdinandovo smýšlení a vnímání světa, které se později odráželo v jeho činech.

### Diplomatické zastupování
Po ukončení studia v roce 1789 nastoupil diplomatickou dráhu; v roce 1801 působil jako vyslanec Koruny české na sněmu Svaté říše římské v Řezně a český delegát deputace v letech 1802-1803 během jednání o sekuralizaci katolických klášterů a mediatizaci svobodných říšských měst, následně jako vyslanec v Neapoli a nakonec v Palermu, kam následoval vystěhovaný dvůr. Po úmrtí jeho matky v roce 1805 vystoupil hrabě Ferdinand ze státní služby a převzal správu zděděného panství Staatz a Sierndorf v Dolních Rakousích. Svoji pozornost zaměřil hlavně na hospodářské dvory, které podědil v zanedbaném stavu.

### Napoleonské bitvy
S vypuknutím války proti Francii byla patentem z 9. června 1808 ustavena zeměbrana a vyhlášena branná povinnost. Hrabě Ferdinand patřil k úplně prvním dobrovolníkům, kteří se k domobraně přihlásili hned po zveřejnění patentu. Následně převzal jako major velení praporu zeměbrany (Landwehru), v jehož čele se účastnil válečných tažení v roce 1809; bitvy u Schwarze Lacke (Jedlesee), bitvy u Wagramu a bitvy u Aspernu, kde byl u poslední jmenované zraněn a převezen do Prahy. Na návrh arcivévody Karla Ludvíka mu byl za jeho hrdinství na bitevním poli udělen záslužný rakouský císařský Leopoldův řád v hodnosti komandér. Po Napoleonově návratu z Elby byl přivelen ke štábu polního maršála knížete Schwarzenberga, odkud byl vyslán do Švýcarska jako pozorovatel formování Švýcarské gardy na ochranu habsburského dvora.

### Státní a dvorní úřady
Od roku 1822 se Hrabě Ferdinand vrátil ke státní službě jako zmocněnec dolnorakouského panského stavu. V roce 1823 byl jmenován referentem dvorní komise pro regulaci berně, kam byl povolán po úmrtí svého předchůdce. V roce 1829 byl do vedení dvorní komise zvolen opětovně. Od roku 1847 působil v úřadu komisaře dolnorakouského panského stavu. U dvora zastával od roku 1801 úřad císařsko-královského skutečného komořího. V roce 1837 byl jmenován generálním dvorním stavebním ředitelem. V rámci protipožárních opatření nechal vystavět nové císařsko-královské seníky na předměstí Leopoldstadt a Laimgrube (k. k. Heumagazin Leopoldstadt, k. k. Heumagazin Laimgrube), v Schönbrunnu druhý vodovod od zoologické zahrady k zámeckému sídlu a mnoho dalších obdobných staveb byly jeho dílem.

### Činnost ve spolcích a privátních institucích
Během svých posledních 24 let působil hrabě Colloredo-Mannsfeld v čele mnoha humanitně zaměřených spolků a institucí. V roce 1825 byl zvolen správcem c. k. privátního vzájemného Ústavu ku pojištění proti škodám z ohně / k. k. privilegierte wechselseitige Brandschaden-Versicherungs-Anstalt a v roce 1834 jejím generálním ředitelem.
V roce 1826 se stal prezidentem První rakouské spořitelny (Erste österreichische Spar-Casse). V roce 1832 byl jmenován zástupcem vrchního kurátora, v roce 1844 čestným kurátorem a v letech 1847-1848 zastával nejvyšší pozici vrchního kurátora Ředitelství první rakouské spořitelny a správy přidruženého všeobecného penzijního ústavu / Direktion der ersten österreichischen Spar-Casse und Administration der damit vereinigten allgemeinen Versorgungs-Anstalt. Na důkaz všeobecné úcty a obdivu jeho nepřetržité práce mu nechaly obě instituce vyrazit k 70. narozeninám stříbrnou a měděnou medaili. Na aversu byla medaile zdobena dokola nápisem a v jejím středu se nacházel z profilu poprsí hraběte Ferdinanda z Colloreda-Mannsfeldu, na reversu byl vyražen dokola vavřínový věnec a celý její střed vyplňoval nápis.
V letech 1840-1848 byl protektorem Penzijního institutu pro panské livrejované sluhy v Dolním Rakousku / Pensionsinstitut der herrschaftlichen Livreebedienten in Niederösterreich. V posledních letech též členem výboru Vídeňského ochranného spolku pro osoby propuštěné z trestu a vazby / Wiener Schutzverein für aus Straf- und Verwahrungs-Orten entlassene Personen.
V císařsko-královské Zemědělské společnosti ve Vídni / Kaiserlich-Königliche Landwirtschafts-Gesellschaft in Wien působil hrabě Ferdinand od jejího založení, nejprve jako člen výboru a od roku 1842 byl jejím předsedou. V Dolním Rakousku zaváděl hedvábnictví a chov bource morušového. Za tímto účelem si propachtoval dvůr Jeutendorf (Gutshof Maria Jeutendorf) u Böheimkirchenu, kde provozoval dlouhodobě ukázkovou hedvábnickou stanici. Úspěch měly výstavy hovězího dobytka a ovcí, s těmi prvními začínal ve Vídni, později se konaly v Dolním Rakousku na sedmi až deseti místech. Dávno před tím, než došlo k revolučnímu roku 1848, zrušil na svém panství robotu. Další jeho snahy směřovaly k zavádění nových zemědělských strojů a k racionalizaci chovu dobytka. Na panství nechal osazovat nové ovocné kultury, staral se o vylepšení silnic a venkovských cest.
Dne 30. prosince 1838 se konala prozatímní valná hromada za účelem zřízení Rakouského živnostenského spolku, na které byl hrabě Ferdinand Colloredo-Mannsfeld jednohlasně zvolen prozatímním předsedou a na valné hromadě 29. prosince 1839 regulérním předsedou. Tento post vykonával až do posledních dnů svého života.
Záleželo mu na vzdělávání venkovského obyvatelstva. Byl dobrodincem nejen svých poddaných, ale i obyvatelstva v celém Weinviertlu (dříve Viertel unter dem Manhartsberg). Inicioval finanční sbírku na výstavbu nové silnice mezi Laa an der Thaya a Brněnskou silnicí (Brünner Straße), kterou nakonec nechal vybudovat za svého velkého finančního přispění.

## Alodiální panství Staatz
Ludvík III. hrabě z Colloreda a Waldsee († 1693) koupil v roce 1675 od Johanna Baptisty z Kunitz hrad a panství Staatz spolu se sousedním statkem Siebenhirten a k němu náležejícími zeměpanskými lény dvorem Enzersdorf (označeným jako panské sídlo), službou v Ottenthalu a zbožím v Siebenhirtenu, které mu císař Leopold I. dne 15. ledna 1678 udělil lénem (dědičné i po ženské linii). V dědické závěti z roku 1693 odkázal tento majetek svému příbuznému z vikartovy větvě Jeronýmovi IV. z Colloreda a Waldsee. Po nástupu císaře Josefa I. na trům mu bylo léno 19. dubna 1706 znovu potvrzeno. Císař Karel VI. formuloval listinou z 5. září 1718 léno již jako dědičné po mužské rodové linii.
Po dosažení plnoletosti zažádal nejstarší Jeronýmův syn Rudolf Josef I. kníže z Colloreda-Waldsee a Melsu dne 18. srpna 1730 o potvrzení léna a to pro sebe, jeho dědice a pro jeho bratry leníky Antona († 17. března 1785), Filipa († 1. července 1734) a Karla († 26. října 1786), což mu bylo při nástupu na trůn císařovnou Marii Terezií dne 2. listopadu 1751 a císařem Josefem II. dne 16. července 1782 opět potvrzeno.
František de Paula Gundakar II. kníže z Colloreda-Mansfeldu obdržel potvrzení zeměpanského léna Staatz a Siebenhirten pro sebe, jeho dědice a pro své v té době již zemřelé strýce Antona, Filipa a Karla císařem Františkem II. listinou ze dne 18. září 1795. Na zakládě uděleného souhlasu z 23. srpna 1805 prodal panství Staaz a Siebenhirten (popřípadě k tomuto lénu náležející zboží), svému nejmladšímu synovi hraběti Ferdinandovi z Colloreda-Mannsfeldu.
Alodiální panství Staatz sestávalo, mimo zboží u Siebenhirtenu a dominikálního hospodářského dvora Rothensee s 400 jitry polí a 500 jitry luk (nyní Rothenseehof, část obce Neudorf im Weinviertel), z tržního městečka Staatz, zříceniny hradu na kopci Staatzerberg, zámeckého sídla a přilehlých vsí Kautendorf (1 115 jiter), Wultendorf (1 480 jiter), Frätingsdorf (1 086 jiter), Waltersdorf (995 jiter), Ehrnsdorf (591 jiter), Enzersdorf (1 811 jiter), Föllim (743 jiter) a Kotting-Neusiedl (1 099 jiter).
V roce 1807 nechal hrabě Ferdinand na jihovýchodní straně na úpatí kopce vystavět nový zámek. Jednalo se o trojkřídlé jednopatrové zámecké sídlo obdélníkového tvaru. V přízemí se nacházela panská kancelář s místností pro aktuára, panská kuchyně a prádelna, ubytování pro služebnictvo, čtyři panské pokoje a byt správce. Do druhého patra se vstupovalo po trojím schodišti, kde se vedle pokojů pro sloužící personál rozkládala knihovna, na ní navazovala kancelář hraběte Ferdinanda, velký banketní sál a dalších 18 panských pokojů. K zámku přiléhala zahrada v anglickém stylu a dále zčásti nově vybudovaný hospodářský dvůr. O něco níže pod zámkem stála škola a farní kostel zasvěcený sv. Martinovi, který byl zároveň sídlem děkanátu a proboštství.
Na panských polích (Staatz a Rothensee) byl využíván osevní postup, u ostatních zemědělců ještě trojpolní systém. Pěstovala se hlavně vinná réva a obilí (pšenice, žito, ječmen, oves), hrách, čočka, vikev, kukuřice, bílé zelí, krmná řepa, cukrová řepa a brambory. Z lesů se na panství nacházely lesíky Kautendorfer-Au, Litschen, lesy Wultendorfer- a Frätinger Wald, Staatzergrund, Waltesdorfer Wald, Ponholz a Enzersdorf-Au, které zabíraly 750 jiter půdy. Právo lovu (srnců, zajiců, bažantů, koroptví, křepelek a vodního ptactva) drželo jen panstvo. K panskému hospodářství patřily též dva rybníky. Tržní městečko Staatz mělo právo dvou výročních trhů.
V roce 1831 nechal hrabě Ferdinand pod dohledem chemika Dr. Ludvíka Augusta Krause zřídit v Kautendorfu cukrovar, jehož cukr se prodával hlavně ve Vídni a Brně. V roce 1832 cukrovar zpracovával 20 000 q řepy s výtěžkem 100 q cukru. Majitelem cukrovaru byl hrabě Ferdinand, provoz řídil společně s brněnským podnikatelem Schöllem. V roce 1839 byl cukrovar uváděn již mimo provoz, pravděpodobně z důvodu nízkého výtěžku z tamního druhu cukrové řepy.
V roce 1848 sestávala patrimoniální správa z účetního referenta (Moriz Dauber), který měl k ruce písaře (Carl Chimani), oba bydleli ve Vídni; šafáře (Karl Ludwig Lipp), člena c. k. Zemědělské společnosti a Rakouského živnostenského spolku; justiciáře pro civilní a zemské právo (Vinzenz Russe); hospodářského správce (Josef Liehmann), člen c. k. Zemědělské společnosti; vedoucího lesního úředníka (Philipp Döfler); úředního písaře (Anton Fiby); správce sýpky (Eduard Rzemanowsky); kancelářského písaře (Anton Augesky); důchodního (Wilhelm Klaus); praktikanta (Karl Reyl); 2 revírní (Franz Swoboda, Johann Madle); zahradníka (Math. Stadlinger); bednáře a sklepmistra (Ferdinand Zambach), zahradníka kuchyňské zahrady (Mathias Waniek), klíčnici (Anna Feberle), obecního pojezdného (Johann Wurmbrand); 1 slouhy; 2 hospodářských drábů; 2 ovčáků; 2 pasáků; 3 lesníků; 1 zámeckého strážného; 1 polního hlídače a 1 dozorce vinice.

## Závěr života
S vypuknutím březnové revoluce 1848 se hrabě Ferdinand postavil do čela akademických legií a zejména po jeho proslovu v univerzitní aule byl studenty oslavován. Nesplněná očekávání se projevila opět v květnu roku 1848. Hrabě Ferdinand se kvůli svému zhoršenému zdraví nalézal ve dnech od 11. do 19. května 1848 v ústraní na svém panství. V době jeho nepřítomnosti se mezi tím odehrály nové události. Národní gardy, akademické legie a dělníci požadovali změnu dubnové ústavy a konstituci parlamentu (Sturmpetition). Hlavním stanem ozbrojených formací se stala nová aula vídeňské Univerzity (nyní budova Rakouské akademie věd).
Po návratu na svou vídeňskou rezidenci spěchal hrabě Ferdinand do univerzitní auly, aby se osobně přesvědčil o nastalé situaci. Následně byl stavem v aule natolik otřesen, že se snažil studenty mírnit a nabídl studentům odložení německého (legionářského) klobouku. Malá část na něj slyšela, většina jeho radu striktně odmítla. Velení studentských legií se nyní ujal Anton Pannasch, poručík rakouské armády. Dne 25. května ráno visela výzva nového velitele akademických legií již na každém rohu. Předseda vlády vydal ještě tentýž dem vládním výnosem nařízení k uzavření auly, kterou měla hlídka akademických legií nejpozději 26. května do šesti hodin ráno opustit.
Provedení výnosu obdržel rozkazem hrabě Ferdinand, který následně vládnímu předsedovi tlumočil, že akademické legie univerzitní půdu neopustí a že nehodlají následovat žádný bod jeho výnosu. Po raportu se vydal do budovy První rakouské spořitelny, kde ho čekalo jednání. Mezi tím byl Ferdinand prohlášen za zrádce, ozbrojená formace studentů a dělníků obklíčila palác, který se jala prohledávat v domnění, že hraběte Ferdinanda naleznou. Za pomoci cizích lidí, kteří Ferdinanda schovali, se mu podařilo 27. května i s chotí Emilií v přestrojení utéci z Vídně. Nejprve se ukrýval v horách a nakonec na zámku svých nevlastních dcer v Stiebaru. V listopadu se k podlomenému zdraví přidala zlomenina nohy a po dlouhodobém upoutání na lůžku hrabě Ferdinand ve svých 72 letech 10. prosince 1848 na zámku Stiebar zemřel. Pochován byl pravděpodobně na hřbitově svého panství Staatz.